# Scardamia nubilicosta
Scardamia nubilicosta är en fjärilsart som beskrevs av Louis Beethoven Prout 1932. Scardamia nubilicosta ingår i släktet Scardamia och familjen mätare. Inga underarter finns listade.